# V463 Геркулеса
V463 Геркулеса (лат. V463 Herculis), HD 155526 — двойная звезда в созвездии Геркулеса на расстоянии приблизительно 1289 световых лет (около 395 парсек) от Солнца. Видимая звёздная величина звезды — от +8,51m до +8,46m.

## Характеристики
Первый компонент — оранжевый гигант, пульсирующая полуправильная переменная звезда типа SRD (SRD) спектрального класса K0III*, или K0. Масса — около 3,051 солнечной, радиус — около 12,777 солнечного, светимость — около 73,188 солнечной. Эффективная температура — около 4765 K.
Второй компонент — коричневый карлик. Масса — около 13,8 юпитерианской. Удалён в среднем на 2,169 а.е..